# Óxido de silicio(IV)
El óxido de silicio(IV), dióxido de silicio o anhídrido silícico (SiO2) es un compuesto de silicio y oxígeno, llamado comúnmente sílice. Este compuesto ordenado espacialmente en una red tridimensional (cristalizado) forma el cuarzo y todas sus variedades. Si se encuentra en estado amorfo constituye el ópalo, que suele incluir un porcentaje elevado de agua, y el sílex.  Es uno de los componentes de la arena. También se puede encontrar en estado gaseoso, siendo un gas incoloro, de olor ligeramente irritante (como el metano).

## Usos
El dióxido de silicio (también conocido como sílice) tiene múltiples aplicaciones en la industria y la vida cotidiana:
- Se emplea como materia prima en la fabricación de vidrio, donde actúa como componente estructural fundamental en combinación con óxidos de sodio y calcio.
- En la industria de la cerámica, se utiliza para la elaboración de pastas, esmaltes y refractarios debido a su resistencia térmica y estabilidad química.
- Es un componente esencial del cemento Portland y de otros materiales de construcción como el hormigón y morteros.
- El gel de sílice (sílice amorfa) se usa comúnmente como desecante, ya que tiene una alta capacidad de adsorción de humedad y se encuentra frecuentemente en envases para preservar productos sensibles a la humedad.
- Se emplea como catalizador de soporte (o como co-catalizador) en procesos químicos industriales, incluyendo la síntesis del ácido sulfúrico mediante el proceso de contacto.
- En su forma coloidal, se usa como agente abrillantador en pasta dental y como aditivo alimentario (anticompactante, E551).
- En electrónica, la sílice de alta pureza se utiliza en la fabricación de semiconductores y circuitos integrados, especialmente en forma de dióxido de silicio térmico sobre obleas de silicio.

## Galería

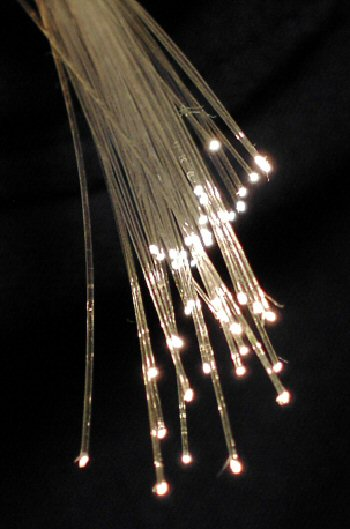
Haz de fibras ópticas compuesto de sílice de alta pureza.
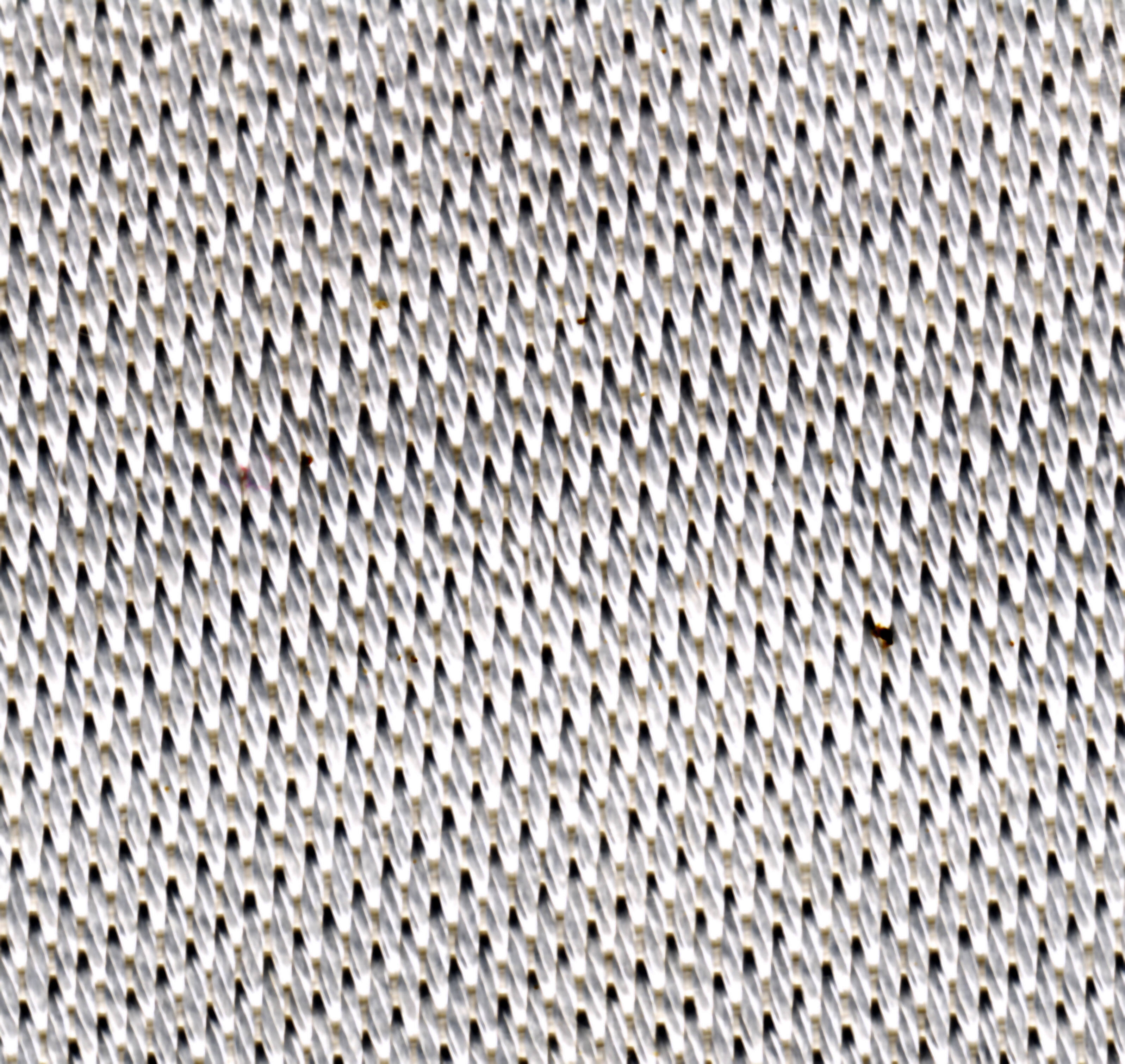
Malla de fibra de sílice para el aislamiento térmico.
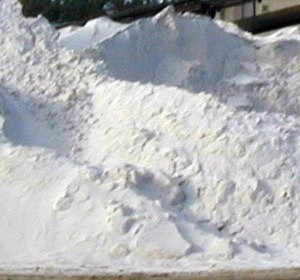
Arena de cuarzo (sílice) como materia prima principal para la producción de vidrio comercial.
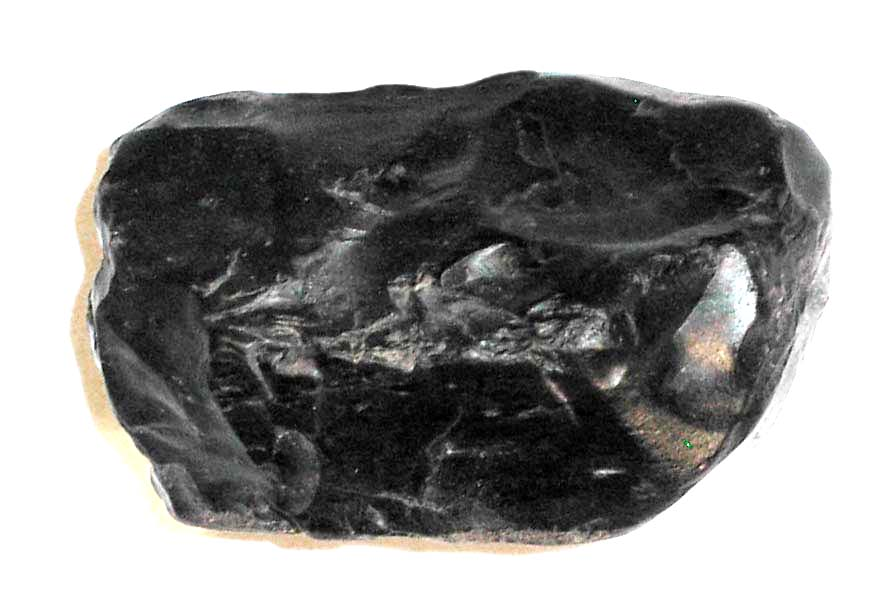
Sílex negro.